# Lake Minchin
Der Lake Minchin ist ein Gebirgssee im Selwyn District der Region Canterbury auf der Südinsel von Neuseeland.

## Geographie
Der Lake Minchin befindet sich westlich angrenzend an die Gebirgskette der Snow Cup Range sowie rund 3 km östlich und rund 2,2 km nördlich des Poulter River. Der See, der auf einer Höhe von 764 m anzutreffen ist, besitzt eine Flächenausdehnung von 17 Hektar bei einem Seeumfang von rund 2 km. Er erstreckt sich über eine Länge von rund 490 m in Nordnordost-Südsüdwest-Richtung und misst an seiner breitesten Stelle rund 440 m in Westnordwest-Ostsüdost-Richtung.
Neben von ein paar Gebirgsbächen wird der Lake Minchin hauptsächlich vom von Norden zulaufenden Minchin Stream gespeist, der den See an seinem südsüdwestlichen Ende auch entwässert. Rund 3,3 km flussabwärts mündet der Minchin Stream in den Poulter River.